# 고림초등학교
고림초등학교는 대한민국 경기도 용인시 처인구에 있는 공립 초등학교이다.

## 학교 연혁
- 2000년 1월 8일 고림초등학교 설립 인가
- 2001년 3월 1일 고림초등학교 개교 (11학급 편성)
- 2002년 1월 14일 병설유치원 1학급 인가
- 2002년 3월 5일 병설유치원 개원
- 2013년 9월 1일 6대 강성운 교장 취임
- 2014년 2월 14일 제13회 졸업식
- 2014년 3월 1일 35학급 편성, 유치원 2학급 편성
- 2021년 3월 1일 개교 20주년